# After Forever
After Forever — голландская группа, игравшая музыку в жанре симфоник-метал. Группа использовала женский оперный вокал (сопрано), клавишные и оркестровые аранжировки, а также мужской экстрим-вокал. After Forever была основана в 1995 году, а в 2009 году распалась.
Марк Янсен, один из основателей группы, покинул её в 2002 году и основал аналогичный по жанру проект Epica. Вокалистка Флор Янсен с 2012 года поёт в группе Nightwish.

## История
Группа была основана в 1995 году, но название и стиль появились только в 1997 году. After Forever сформировались из участников группы Apocalypse, игравшей дэт-метал, и присоединившейся к ним в 1997 вокалистки Флор Янсен. Основателями и основными композиторами группы были Марк Янсен и Сандер Гомманс.
В 1999 году группа записала демоальбом, и в 2000 вышел первый номерной альбом Prison of Desire, получивший положительные отклики в прессе. В альбоме приняла участие вокалистка Шарон ден Адель из Within Temptation в качестве приглашённого музыканта. Альбом представлял собой музыку, тяготеющую к ранним работам группы Within Temptation, также сочетающий женское оперное сопрано с гроулингом, но при этом с большим влиянием дум-метала. Этот стиль был сохранен и на втором альбоме Decipher, вышедшем годом позже.
В 2002 году Марк Янсен покинул After Forever. Несмотря на стандартное объяснение «творческие разногласия», его новый проект Epica, основанный годом позже, был выдержан в том же стиле. Во время перерыва в деятельности группы Флор Янсен приняла участие в концептуальном научно-фантастическом альбоме прог-рок-группы Ayreon, вместе с Фабио Лионе из Rhapsody.
После того, как Бас Маас был принят на место второго гитариста, группа выпустила мини-альбом Exordium, включавший в себя кавер на Iron Maiden — «The Evil That Men Do». Годом позже группа выпустила концептуальный сюжетный альбом Invisible Circles, посвящённый проблемам детей. Альбом попал в топ-100 самых продаваемых альбомов года в Нидерландах на 26 месте.
В 2005 группа рассталась с клавишником Ландо ван Гилсом, место которого занял Йост ван ден Брук, и с лейблом Transmission Records, перейдя на более богатый Nuclear Blast (позднее их примеру последовала Epica). Последним релизом After Forever на Transmission стал альбом Remagine 2005 года. Nuclear Blast взялся за более активное продвижение группы, выпустившей в 2007 году одноимённый коллективу альбом After Forever. На этом альбоме, по сравнению с вышедшим в том же году альбомом Epica, впервые появились некоторые различия в стилях групп: After Forever выбрали более «металлическое» направление, Epica же более «готическое». На песню «Energize Me» был снят видеоклип с использованием компьютерной графики, представлявшей Флор Янсен в качестве элементаля всех четырёх стихий.
В феврале 2009 года группа объявила о своём распаде, опубликовав на своём официальном сайте письмо к поклонникам. Участники занялись другими проектами: так, Флор Янсен создала группу ReVamp при участии нескольких бывших участников After Forever, а позднее стала вокалисткой Nightwish. Сандер Гомманс играет дэт-метал в группе HDK. Бас Маас перешёл в состав Doro.

## Состав
- Флор Янсен — вокал (1997–2009) — впоследствии в Nightwish
- Сандер Гомманс — соло и ритм-гитара, гроулинг (1995–2009)
- Бас Мас — соло и ритм-гитара, чистый вокал (2002–2009) — впоследствии в Doro
- Люк ван Гервен — бас (1996–2009)
- Андре Боргман — ударные (2000–2009)
- Йост ван ден Брук — клавишные (2004–2009)
- Марк Янсен — ритм-гитара, гроулинг, скриминг (1995–2002) — впоследствии в Epica
- Йуп Беккерс — ударные (1995–2000)
- Як Дриссен — клавишные (1995–2000)
- Ландо ван Гилс — клавишные (2000–2004)

## Дискография

### Студийные альбомы
- Prison of Desire (2000)
- Decipher (2001)
- Invisible Circles (2004)
- Remagine (2005)
- After Forever (2007)

### Мини-альбомы
- Exordium (2003)

### Синглы
- «Follow in the Cry/Silence From Afar» (2000)
- «Monolith of Doubt» (2002)
- «Emphasis/Who Wants to Live Forever» (2002)
- «My Choice/The Evil That Men Do» (2003)
- «Digital Deceit» (2004)
- «Being Everyone» (2005)
- «Two Sides/Boundaries are Open» (2006)
- «Energize Me» (2007)
- «Equally Destructive» (2007)

### Демоальбомы
- Ephemeral (1999)
- Wings of Illusion (1999)

### Сборники
- Mea Culpa (2006)